# キース・カークランド
キース・カークランド（Keith Kirkland、1900年10月22日-1971年10月24日）はオーストラリアの男子競泳選手。ニューサウスウェールズ州カーゴ出身。
1920年のアントワープオリンピックに出場し、競泳競技の100メートルと300メートルの自由形に出場した。4×200メートルリレーでオーストラリアは銀メダルを獲得したがカークランドの出場は準決勝のみで決勝は出場しなかったためにメダルは授与されなかった。